# Altfeld
Altfeld ist ein Gemeindeteil der Stadt Marktheidenfeld im unterfränkischen Landkreis Main-Spessart in Bayern.

## Geographie

### Lage
Der topographisch höchste Punkt der Gemarkung Altfeld befindet sich auf 371 m ü. NHN (Lage) am Birkenschlag, der niedrigste liegt etwa 350 Meter westsüdwestlich der Mündung des Klingelsbachgrabens auf 214 m ü. NHN (Lage).

### Nachbargemarkungen
Nachbargemarkungen im Uhrzeigersinn im Norden beginnend sind Glasofen, Trennfeld, Rettersheim, Oberwittbach, Michelrieth und Kredenbach.

### Gewässer
Nördlich des Ortes entspringt der Kirschengraben, der westlich des Ortes in den im Süden des Ortes entspringenden Altfelder Graben mündet. Außerdem fließt der Klingelsbachgraben am südlichen Rand der Gemarkung.

## Geschichte
Vor der Gebietsreform in Bayern war Altfeld eine eigenständige Gemeinde.
Im Jahre 1862 wurde das Bezirksamt Marktheidenfeld gebildet, auf dessen Verwaltungsgebiet Altfeld lag. 1939 wurde wie überall im Deutschen Reich die Bezeichnung Landkreis eingeführt. Altfeld war nun eine der 47 Gemeinden im Landkreis Marktheidenfeld (Kfz-Kennzeichen MAR). Mit Auflösung des Landkreises Marktheidenfeld im Jahre 1972 kam Altfeld in den neu gebildeten Landkreis Main-Spessart (Kfz-Kennzeichen KAR, ab 1979 MSP).
Am 1. Juli 1972 wurden die Gemeinden Oberwittbach und Michelrieth nach Altfeld eingemeindet. Seit dem 1. Januar 1976 ist Altfeld nach Marktheidenfeld eingemeindet. Das Dorf hatte am 31. Dezember 2023 eine Einwohnerzahl von 812.

## Universelles Leben
In Altfeld ist die Sekte Universelles Leben (UL) ansässig. Zudem sitzen dort mehrere Verlage, zwei Radiosender, zwei Hotels, ein Einkaufszentrum, zwei Kindergärten zahlreiche Handwerksbetriebe und weitere im Besitz des UL befindliche Firmen.